# Niagara megye
Niagara megye az Amerikai Egyesült Államokban, azon belül New York államban található. Megyeszékhelye Lockport, legnagyobb városa Niagara Falls. Lakosainak száma 212 666 fő (2020. április 1.). Niagara megye Erie, Regional Municipality of Niagara, Orleans és Genesee megyékkel határos.

## Népesség
A megye népességének változása:
| Lakosok száma | 216 497 | 215 691 | 214 845 | 214 249 | 212 652 | 212 666 |
|               | 2010    | 2011    | 2012    | 2013    | 2015    | 2020    |